# Scheidingsrelais
Een scheidingsrelais of accuscheider is een krachtig gelijkstroom-relais in een voertuig of vaartuig met een verbrandingsmotor en twee accu's, een startaccu en een tweede accu (bijvoorbeeld een woonstroomaccu in een camper). Het relais verbindt met een maak-contact de pluspool van de startaccu met de pluspool van de tweede accu, zodat beide accu's parallel geschakeld zijn. De verbinding wordt automatisch tot stand gebracht zodra de motor draait en de alternator of dynamo stroom levert. Zodra de motor wordt uitgeschakeld, koppelt het relais de twee accu's weer los om te voorkomen dat de startaccu zich ontlaadt via het boordnet van de tweede accu.
Niet alle accu's kunnen parallel worden geschakeld, bijvoorbeeld als ze niet van hetzelfde type zijn. In dat geval kan de tweede accu door de dynamo worden opgeladen via een zogenaamde laadbooster (DC-DC-omvormer). Een laadbooster is ook nodig bij modernere motorvoertuigen die, om aan de Europese emissiestandaard Euro 5 of Euro 6 te voldoen, een slimme dynamo gebruiken.

## Werking
Gewoonlijk is een scheidingsrelais een eenvoudig relais met een maak-contact waarvan de spoel bekrachtigd wordt door de spanning op de veldspoel van de dynamo. Deze spanning wordt 'dynamo plus' (D+) genoemd. Wanneer de contactsleutel in het contactslot wordt omgedraaid, vloeit er via het laadstroomcontrolelampje een stoom door de veldspoel van de dynamo, die er voor zorgt dat er een zwak magnetisch veld wordt opgewekt en de dynamo stroom begint te leveren wanneer hij draait. Wanneer de dynamo stroom levert, genereert hij zelf de stroom voor het magnetische veld (zelfbekrachting). De spanning op D+ stijgt en het laadstroomcontrolelampje gaat uit. Precies op dat moment wordt ook het maak-contact van het scheidingsrelais gesloten.
Soms wordt de spoel van het scheidingsrelais niet rechtstreeks door de spanning D+ geschakeld, maar via een transistorschakeling met een RC-kring, die bij het starten voor een extra vertraging zorgt.
Niet alle dynamo's hebben een D+ aansluiting. Soms bevat de dynamo een permanente magneet die voor het magnetische veld zorgt tijdens het starten. Ook is het aansluiten van het scheidingsrelais op D+ vaak niet zo eenvoudig. Daarom zijn er ook speciale scheidingsrelais die zijn uitgerust met een elektronische schakeling die het maak-contact sluit als na het starten van de motor de spanning op de startaccu hoger is dan 13,7 Volt. Wanneer de Spannung op de startaccu onder 12,8 Volt zakt (bijvoorbeeld wanneer de motor wordt uitgeschakeld), worden de twee accu's weer van elkaar losgekoppeld.

## Afbeeldingen

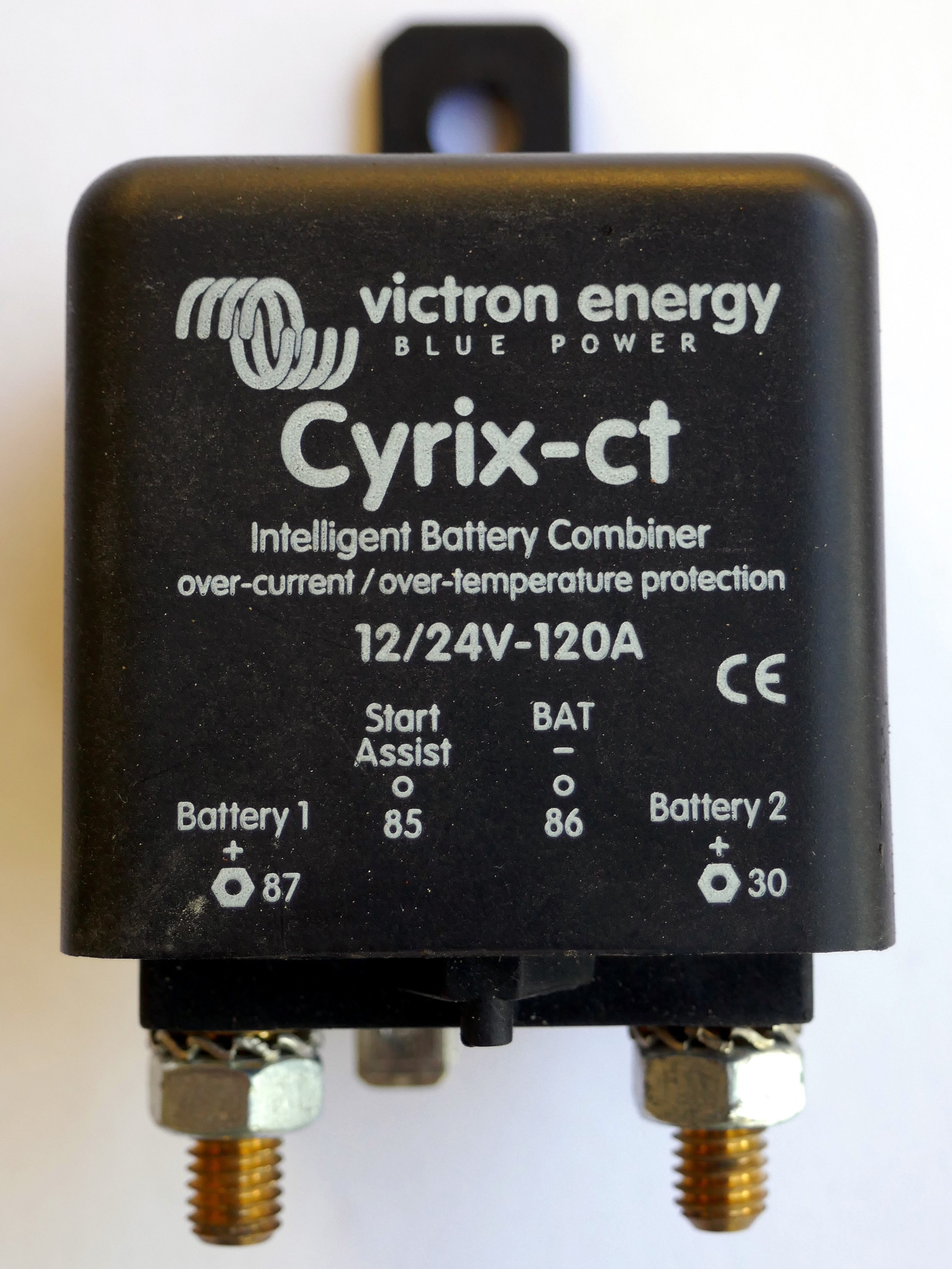
Scheidingsrelais met elektronica